# آنجی بالارد
آنجی بالارد (به انگلیسی: Angie Ballard؛ زاده ۶ ژوئن ۱۹۸۲، کانبرا، استرالیا) یک ورزشکار پارالمپیکی برجسته استرالیایی است که در رشته‌های دو و میدانی ویلچررانی به رقابت می‌پردازد. او پس از یک تصادف رانندگی در سن هفت سالگی دچار معلولیت شد و از همان زمان به دنیای ورزش وارد شد. بالارد به یکی از موفق‌ترین ورزشکاران پارالمپیکی استرالیا تبدیل شده و در طول سال‌های فعالیت خود، ۸ مدال پارالمپیک (۴ نقره و ۴ برنز) و چندین رکورد جهانی به دست آورده است.

## اوایل زندگی و ورود به ورزش
آنجی بالارد در کانبرا، استرالیا، به دنیا آمد. در سن هفت سالگی، او و خانواده‌اش دچار یک تصادف رانندگی جدی شدند که منجر به آسیب نخاعی او و ناتوانی در راه رفتن شد. این حادثه زندگی او را به‌طور کامل تغییر داد، اما او با حمایت خانواده و معلمانش به سمت ورزش‌های ویلچررانی سوق پیدا کرد. ابتدا در رشته‌هایی مانند شنا و بسکتبال ویلچر فعالیت داشت، اما در نهایت، علاقه و استعداد او در دو و میدانی آشکار شد.

## تحصیلات
آنجی بالارد در اوایل دوران ورزشی خود با حمایت و بورسیه از آکادمی ورزش ACT وارد دنیای ورزش حرفه‌ای شد. این آکادمی به ورزشکاران نخبه در منطقه قلمرو پایتختی استرالیا خدمات و تسهیلات ورزشی ارائه می‌دهد تا بتوانند مهارت‌های خود را توسعه دهند و در سطح ملی و بین‌المللی رقابت کنند.
آنجی بالارد تحصیلات خود را در دانشگاه سیدنی دنبال کرده است. او ابتدا یک مدرک کارشناسی علوم در رشته روان‌شناسی (Bachelor of Science in Psychology) در سال ۲۰۰۹ دریافت کرد و سپس در سال ۲۰۱۳ یک مدرک کارشناسی علوم (با افتخارات) از همان دانشگاه کسب کرد. بالارد همچنین عضو برنامه Elite Athlete Program دانشگاه سیدنی بوده است که به ورزشکاران نخبه کمک می‌کند تا تحصیلات خود را در کنار فعالیت‌های ورزشی دنبال کنند.
او در کنار فعالیت‌های ورزشی خود به تحصیلات خود ادامه داد و پس از فارغ‌التحصیلی، هدفش این بود که به عنوان یک روان‌شناس مشغول به کار شود.

## حرفه ورزشی
آنجی بالارد در سال ۱۹۹۸ اولین حضور بین‌المللی خود را در تیم ملی استرالیا تجربه کرد. او در کلاس T53 که ویژه ورزشکاران دارای معلولیت حرکتی در پاها است، رقابت می‌کند. در طول سال‌های فعالیتش، بالارد در مسابقات ملی و بین‌المللی موفقیت‌های زیادی به دست آورده است. او در بازی‌های پارالمپیک ۲۰۰۰ سیدنی، اولین حضور خود در این مسابقات را تجربه کرد و از آن زمان تاکنون به‌طور مداوم در شش دوره این بازی‌ها شرکت کرده است.

## بازی‌های پارالمپیک
بالارد در بازی‌های پارالمپیک توانسته چهار مدال نقره و چهار مدال برنز کسب کند. این مدال‌ها در مسافت‌های مختلف از جمله ۱۰۰ متر، ۲۰۰ متر، ۴۰۰ متر، ۸۰۰ متر و ۱۵۰۰ متر به دست آمده‌اند. او در هر دوره از بازی‌های پارالمپیک، یکی از ورزشکاران اصلی تیم استرالیا بوده و توانسته است به عنوان یکی از پایدارترین ورزشکاران پارالمپیکی این کشور شناخته شود. به عنوان مثال، در بازی‌های پارالمپیک ۲۰۰۴ آتن، بالارد موفق شد اولین مدال نقره خود را در ۲۰۰ متر به دست آورد.

## جوایز و افتخارات
آنجی بالارد در طول دوران حرفه‌ای خود، افتخارات و جوایز متعددی کسب کرده است. او در سال‌های ۲۰۱۳ و ۲۰۱۴ از سوی فدراسیون دو و میدانی استرالیا به عنوان بهترین ورزشکار زن پارا انتخاب شد. همچنین در سال ۲۰۱۴، مدال نایجل سی بارکر را از دانشگاه سیدنی دریافت کرد. این مدال به افرادی اعطا می‌شود که در رشته‌های ورزشی دستاوردهای برجسته‌ای داشته‌اند. علاوه بر این، بالارد برای هفتمین بار به عنوان عضو تیم پارالمپیک استرالیا برای بازی‌های پاریس ۲۰۲۴ انتخاب شده است. این انتخاب نشان‌دهنده تداوم بالای عملکرد او و تأثیرگذاری او در سطح بین‌المللی است.

## فعالیت‌های اجتماعی
آنجی بالارد به عنوان سفیر و حامی سازمان‌های مختلفی که در زمینه ورزش، سلامت و معلولیت فعالیت می‌کنند، شناخته می‌شود. او عضو هیئت مدیره انجمن ورزش‌های ویلچری نیو ساوت ولز است و در برنامه‌های آموزشی و حمایتی برای جوانان با معلولیت نقش فعالی دارد.